# Régiók Európai Bizottsága
A Régiók Európai Bizottsága (RB) az Európai Unió (EU) helyi és regionális képviselőinek közgyűlése, amely a szubnacionális szintű önkormányzatokat (azaz a régiókat, megyéket, kerületeket, városokat és településeket) közvetlenül képviseli az EU intézményi keretében. A szervezet saját dokumentumaiban a Régiók Európai Bizottsága elnevezést használja saját magára, eltérve a rá vonatkozó uniós jogszabályok szövegétől.
Az RB-t 1994-ben hozták létre, két fontos feladat ellátására. Először is, az EU jogszabályainak megközelítőleg háromnegyedét helyi vagy regionális szinten ültetik át a gyakorlatba, ezért észszerű volt, hogy a helyi és regionális képviselők hozzászólhassanak az új uniós jogszabályok kidolgozásához. Másodszor, aggályok merültek fel azzal kapcsolatban, hogy az európai integráció folyamata egyre inkább eltávolodik a polgároktól. A polgárokhoz legközelebbi választott képviselői szint bevonása jelentette a szakadék áthidalásának egyik módját.

## Történelem
Az Európai Unión belül a helyi és regionális önkormányzatok lobbitevékenységet folytattak annak érdekében, hogy nagyobb beleszólást kapjanak az EU ügyeibe. Ennek eredményeként a Maastrichti Szerződés létrehozta a Régiók Bizottságát, illetve lehetővé vált, hogy a tagállamokat az EU Tanácsában regionális kormányaik miniszterei képviseljék.

## Alapelvek
Az RB munkája három fő elv köré szerveződik:
Szubszidiaritás
Ez az elv, mely az RB létrehozásával egy időben került a Szerződésekbe, azt jelenti, hogy az Európai Unióban a döntéseket a gyakorlatban az állampolgárokhoz legközelebb eső szinten kell meghozni. Az Európai Uniónak ezért nem szabad olyan feladatokat vállalnia, amelyeket a nemzeti, regionális és helyi önkormányzatok jobban el tudnának látni. 
Polgárközeliség
Valamennyi kormányzati szintnek törekednie kell arra, hogy „polgárközeli” legyen, főként azáltal, hogy átláthatóan szervezi meg a munkáját, ezáltal az emberek tudják, ki miért felelős, és hogyan tudják nézeteiket érvényesíteni.
Partnerség
A helyes európai kormányzás az európai, nemzeti, regionális és helyi önkormányzatok együttműködését jelenti – mind a négy szint nélkülözhetetlen, mindegyikük részvételére szükség van a „többszintű kormányzás” döntéshozatali folyamatában.

## Hatáskörök
A Szerződések kötelezik az Európai Bizottságot és az Európai Unió Tanácsát arra, hogy konzultáljanak a Régiók Bizottságával, ha olyan új javaslatokat kívánnak benyújtani, melyeknek kihatásuk van a regionális vagy a helyi szintre. Ezen túlmenően az Európai Bizottság, a Tanács és az Európai Parlament bármilyen más kérdésben is kikérheti az RB véleményét, amennyiben úgy ítéli meg, hogy egy javaslatnak fontos regionális vagy helyi vonatkozásai vannak. Az RB saját kezdeményezésére is készíthet véleményeket, ami lehetővé teszi, hogy bizonyos kérdések az EU napirendjére kerüljenek.
Most, hogy az EU tagállamai általi ratifikálást követően a Lisszaboni Szerződés hatályba lépett, az RB jogot (kiváltságot) szerzett arra, hogy az Európai Bírósághoz forduljon (a szubszidiaritás és az arányosság elvének alkalmazásáról szóló (2.) jegyzőkönyv 8. cikke).

## Összetétel
Az RB-t 350 teljes jogú, és ugyanennyi póttag alkotja. Az, hogy egy-egy EU-tagállam hány tagot küldhet az RB-be, az ország népességétől függ. Az egyes országokat képviselő tagok száma: 
| Tagok száma | Tagállamok                                                                                            |
| ----------- | --- |
| 24          | Egyesült Királyság, Franciaország, Németország, Olaszország                                           |
| 21          | Lengyelország, Spanyolország                                                                          |
| 15          | Románia                                                                                               |
| 12          | Ausztria, Belgium, Bulgária, Csehország, Görögország, Hollandia, Magyarország, Portugália, Svédország |
| 9           | Dánia, Finnország, Írország, Horvátország, Litvánia, Szlovákia                                        |
| 7           | Lettország, Szlovénia                                                                                 |
| 6           | Észtország                                                                                            |
| 5           | Ciprus, Luxemburg, Málta                                                                              |

## Belső felépítés
Az RB munkáját a két és fél évre választott elnök irányítja, ő vezeti a plenáris üléseket és ellátja az RB képviseletét. Munkájában a szintén két és fél évre választott első alelnök segíti, távollétében helyettesítve.
2015. február 12-én Markku Markkulát (Finnország, Európai Néppárt), Espoo város tanácsának tagját választották elnökké, és Karl-Heinz Lambertz-et (Belgium, Európai Szocialisták Pártja), a belgiumi német nyelvű közösség parlamentjének elnökét választották első alelnökké, majd ők az elmúlt évek hagyományát követve 2017. július 12-én pozíciót cseréltek.
Elnökség
Az Elnökség az RB irányító testülete, amely 63 tagból: az elnökből, az első alelnökből, 28 alelnökből (tagállamonként egy), a politikai csoportok elnökeiből és a nemzeti delegációk 28 más tagjából áll. Ez lehetővé teszi, hogy tükrözze a nemzeti és politikai egyensúlyt. Az Elnökség általában évente hét vagy nyolc ülést tart, elkészíti az RB politikai programját, és határozatainak végrehajtására vonatkozóan utasításokat ad az adminisztráció számára.
Közgyűlés
Az RB tagjai évente hat plenáris ülést tartanak Brüsszelben a vélemények, jelentések és állásfoglalások megvitatására és elfogadására.
Az RB szakbizottságai
Az RB a tevékenységét belső szakbizottságokra építi, amelyek a következő területekre szakosodtak: 
- CIVEX – uniós polgárság, kormányzás, intézményi és külügyek;
- COTER – területi kohéziós politika és uniós költségvetés;
- ECON – gazdaságpolitika;
- ENVE – környezetvédelem, éghajlatváltozás és energiaügy;
- NAT – természeti erőforrások és mezőgazdaság;
- SEDEC – szociálpolitika, oktatás, foglalkoztatás, kutatás és kultúra.;

A szakbizottságok véleménytervezeteket készítenek, valamint konferenciákat és szemináriumokat tartanak a hatáskörükbe tartozó kérdésekről. Minden szakbizottságnak megközelítően 100 tagja van (minden tag legfeljebb két szakbizottságban vehet részt). Munkájukat az adminisztráción belül titkárság segíti. Az RB Elnökségének támogatására létrehozták az Adminisztrációs és pénzügyek bizottságát (CAFA) is.
Politikai csoportok
Az RB-n belül öt politikai csoport létezik: az Európai Néppárt (EPP), az Európai Konzervatívok és Reformerek (ECR), az Európai Szocialista Párt (PES), a Liberálisok és Demokraták Szövetsége Európáért (ALDE) és az Európai Szövetség (EA). A politikai csoportok tagjai összeülnek a fontosabb ülések előtt, hogy közös álláspontot alakítsanak ki. 
Elnökök Értekezlete
Az RB elnöke, első alelnöke, a politikai csoportok elnökei és a főtitkár az Elnökök Értekezlete keretében minden egyes plenáris ülés és minden más fontosabb ülés előtt összeül azzal a céllal, hogy a stratégiai kérdésekben politikai konszenzusra jusson.
Nemzeti delegációk
Az RB-n belül 28 nemzeti delegáció is működik. A tagok nemzeti delegációk szerint összeülnek a plenáris ülések és egyéb események előtt a közös álláspont megvitatása céljából.
Főtitkár
A főtitkárt öt évre nevezi ki az Elnökség. Mivel ő az RB adminisztratív vezetője, nem lehet politikai mandátuma. Szerepe az, hogy biztosítsa az elnök és az Elnökség határozatainak végrehajtását és az adminisztráció zökkenőmentes működését. Az RB jelenlegi főtitkára 2014. szeptember 1. óta Jiří Buriánek.
Főtitkárság
A főtitkárság a következő öt igazgatóságból áll: Tagok és Plenáris Ülések Igazgatósága; Jogalkotási Munkák Igazgatósága 1; Jogalkotási Munkák Igazgatósága 2; Kommunikációs Igazgatóság; Emberi Erőforrások és Pénzügyek Igazgatósága. A Logisztikai és a Fordítási Igazgatóság az Európai Gazdasági és Szociális Bizottsággal közös irányítás alatt áll.

## Munkavégzés
Vélemények
Az Európai Bizottság, a Miniszterek Tanácsa vagy az Európai Parlament konzultációra kéri fel a Régiók Bizottságát a jogszabálytervezetek (irányelvek, rendeletek stb.) tárgyában a helyi és regionális önkormányzatokat érintő területeken. A szövegtervezeteket továbbítják az illetékes szakbizottságnak, majd kineveznek egy előadót, aki megfogalmazza az RB véleményét. Ezt a véleménytervezetet az RB szakbizottságának el kell fogadnia, mielőtt a Közgyűlés vitát tartana róla. Amint a plenáris ülés elfogadta, a hivatalos véleményt megküldik minden európai intézménynek, és közzéteszik az Európai Unió Hivatalos Lapjában.
Állásfoglalások
Az állásfoglalások lehetővé teszik az RB számára, hogy kifejezésre juttassa álláspontját fontos aktuális kérdésekről. Az RB politikai csoportjai vagy 32 RB-tag is alkothat állásfoglalásokat.
Tanulmányok és egyéb kiadványok
Az RB a helyi és regionális vonatkozású uniós területek (oktatás, közlekedés, szociális ügyek, bővítés stb.) különféle szempontjairól tanulmányokat dolgoz ki, amelyeket külső szakértők segítségével fogalmaz meg. Az RB ezenkívül kiadványokat készít mind a nagyközönség, mind a regionális és helyi szereplők számára, amelyekben ismerteti tevékenységeit, és felvázolja az aktuális politikai fejleményeket.
Rendezvények
A régiók és városok fórumaként az RB konferenciákat, szemináriumokat és kiállításokat szervez helyi és regionális partnereivel, valamint más uniós intézményekkel együttműködve. Évente egyszer, a régiók és városok európai hete elnevezésű rendezvény alkalmával az RB több ezer látogatót lát vendégül, akik élénk vitákban vesznek részt, vagy partnereket keresnek közös projektek megvalósítása céljából.

## Fontosabb mérföldkövek
1992: Maastrichti Szerződés – Az EU vezetői döntést hoznak a Régiók Bizottsága (RB) mint konzultatív testület felállításáról, amelynek feladata az Európai Unió régióinak és városainak képviselete az uniós döntéshozatali folyamatban, valamint az, hogy közvetlen kapcsolatot tartson Brüsszel és az állampolgárok között. A szerződés kötelezővé teszi az Európai Bizottság és a Miniszterek Tanácsa számára, hogy kikérjék a Régiók Bizottsága véleményét a régiókat érintő legfontosabb kérdésekben. A tagokat a tagállamok kormányai jelölik, mandátumuk négy évig tart. 1994 márciusában az RB megtartja első plenáris ülését Brüsszelben.
1995: az Európai Unió bővítése – Ausztria, Finnország és Svédország csatlakozását követően az RB tagjainak száma 189-ről 222-re nő.
1997: Amszterdami Szerződés – Kibővíti az RB hatáskörét, amely így már az EU jogalkotási javaslatainak mintegy kétharmadára kiterjed. A Szerződés továbbá lehetővé teszi, hogy az Európai Parlament is kikérhesse a Régiók Bizottsága véleményét.
2001: Nizzai Szerződés – Megerősíti az RB demokratikus legitimitását azáltal, hogy kiköti: tagjai kizárólag helyi vagy regionális választott testület választott képviselői, illetve egy ilyen testületnek politikai felelősséggel tartozó személyek lehetnek. Ezenkívül 350 főben korlátozza a tagok számát.
2002–2003: Konvent az EU jövőjéről – A Régiók Bizottsága tagjai részt vesznek az EU alkotmányozó konventjében. A szöveg egyértelműen elismeri a helyi és regionális önkormányzatok szerepét és hatásköreit, és felhatalmazza az RB-t, hogy az Európai Bírósághoz forduljon, amennyiben valamely uniós jogszabály nem felel meg a szubszidiaritás elvének.
2004. május: EU-bővítés – Tíz új tagállam csatlakozását követően az RB tagjainak száma 222-ről 317-re emelkedik.
2006. február: új mandátum – Az RB újabb négyéves mandátumának kezdete. Politikai prioritásai között szerepel a helyi és regionális önkormányzatok szerepének fokozása a növekedést és munkahelyteremtést célzó Lisszaboni Stratégiával összhangban, a kohézió és a szolidaritás megerősítése, illetve a „Tájékoztatás Európáról – helyi szintű cselekvés” elnevezésű kampány levezetése az EU polgárközelibbé tétele érdekében.
2007. január: EU-bővítés – Bulgária és Románia csatlakozásával az RB tagjainak száma 317-ről 344-re nő.
2007. december: Lisszaboni Szerződés – Megszilárdítja az RB-nek azt a jogát (amelyet már az EU jövőjéről szóló konvent is elismert), hogy előjogainak és a szubszidiaritás elvének megóvása érdekében az Európai Bírósághoz forduljon. Ennek az új felhatalmazásnak a révén az RB hatékonyabban tudja képviselni a regionális és helyi önkormányzatok érdekeit az Unióban, így erősödik az intézmény politikai szerepe. A Lisszaboni Szerződés értelmében az RB tagjainak hivatali időszaka négyről öt évre nő.
2013. július: EU-bővítés: Az RB-tagok száma 344-ről 353-ra nő Horvátország csatlakozását követően (a taglétszám később 350-re csökken).